# Pic del Migdia de Bigorra
|  | Per a altres significats, vegeu «Pic del Migdia». |

El pic del Migdia de Bigorra (en occità gascó, Pic de Mieidia de Bigòrra; en francès, Pic du Midi de Bigorre) està situat al departament dels Alts Pirineus, a França. Té una altitud de 2.877 metres. És conegut, entre altres coses, per la presència d'un observatori astronòmic i un repetidor de televisió. És a prop de Banyeres de Bigorra, anomenada popularment "la ciutat" a l'antic comtat de Bigorra.
Es pot accedir al pic a peu per camins de passejada o bé en telefèric des de La Mongie. Aquest telefèric està format per dos trams:
- El primer, entre La Mongie (1 800 m) i Le Taoulet (2.300 m);
- El segon, entre Le Taoulet i el pic del Migdia (Pic du Midi) (2.872 m).

## L'observatori
L'observatori astronòmic és un lloc d'observació i recerca. Les principals motivacions per a la creació d'aquest observatori van ser els estudis relacionats amb la meteorologia i l'astronomia.
Actualment, el camp de l'astronomia és el que se'n du la major part de les investigacions científiques que es fan en aquest observatori, que està adherit al de Midi-Pyrénées. Es tracta d'una unió per a la formació i la recerca de la Universitat Paul Sabatier (Tolosa III).
El cim del pic és conegut com a lloc d'observacions astronòmiques des de començaments del segle xviii. L'observatori es va construir a principis del 1870, sota la direcció del general Charles du Bois de Nansouty i de l'enginyer Célestin Vaussenat.

### Telescopis
El 1905 s'hi instal·la cúpula Baillaud, de 8 m de diàmetre. Dotada d'una muntura equatorial mecànica, té una lent i un telescopi reflector. El 1946, Marcel Gentili di Giuseppe, fill del col·leccionista Federico Gentili di Giuseppe, ofereix a l'observatori una cúpula i un telescopi de 60 cm. El 1958 s'hi instal·la un espectrògraf.
El 1963, la NASA finança la instal·lació d'un telescopi de 106 cm. S'utilitza per prendre fotografies precises de la superfície lunar en relació amb la preparació de les missions Apollo.
A partir del 1972 s'hi construeix una torre de 28 m d'altura i 2 m de diàmetre, que se situa lluny d'altres edificis, amb la finalitat de reduir al mínim les pertorbacions atmosfèriques. Des del 1980 alberga el telescopi Bernard Lyot, de 2 m.
L'observatori té un coronògraf, que permet estudiar la corona solar.
El 1961 s'hi instal·la la cúpula Tourelle (rebatejada el 2004 com a Jean Rösch, en honor del seu creador). La cúpula és un dels elements característics i allotja el telescopi de 50 cm de diàmetre per a l'estudi del Sol (imatges de la superfície i estudi de la granulació). L'instrumental es completa el 1980, amb un espectrògraf.
En l'actualitat hi ha instal·lats: 

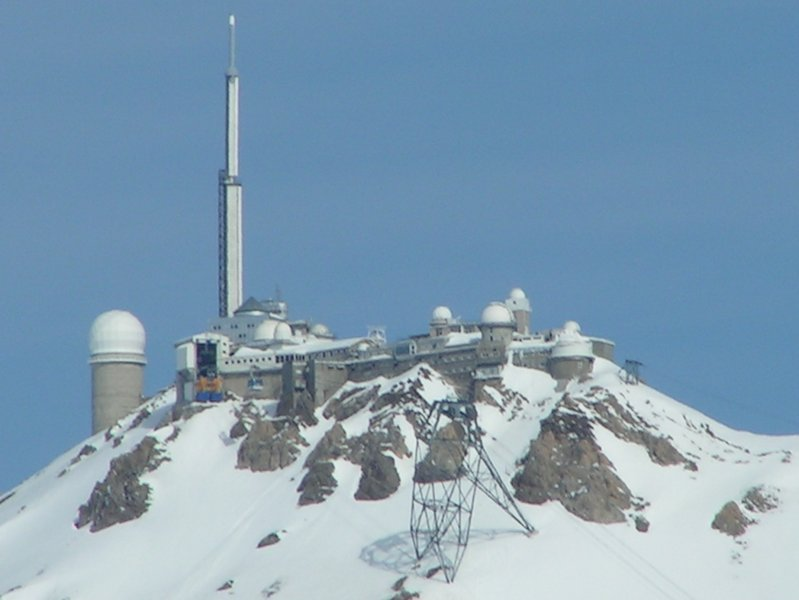
L'observatori a l'hivern

- El telescopi de 55 cm (cúpula Robley);

- El telescopi de 60 cm (cúpula de la T60, que acull els astrònoms aficionat de l'Associació T60);

- El telescopi de 106 cm (cúpula Gentilli), dedicat a les observacions del sistema solar;

- El telescopi de 2 m o Bernard Lyot (utilitzat amb l'espectropolarímetre Narval);

- El coronògraf Haco-Climso (per a l'estudi de la corona solar);

- El telescopi Jean Rösch (per a l'estudi de la superfície solar);

També: 
- La cúpula Charvin, que albergava un cronòmetre fotoelèctric (per a l'estudi del Sol);

- La cúpula Baillaud, reassignada a un museu el 2000 i que alberga un model a escala 1:1 del coronògraf.